# Ber (Mali)
Pour les articles homonymes, voir BER.
Ber (ou Béri) est une ville et une  commune malienne, située dans le cercle et la région de Tombouctou. La ville de Bér compte 22 536 habitants En 2024, Ses habitants sont appelés les Bériens, et les Bériennes.